# František Esterházy z Galanty
Hrabě František Esterházy z Galanty (maďarsky Esterházy de Galántha Ferenc, německy Franz Esterházy de Galántha; 12. září 1715, Vídeň nebo Pápa – 7. listopadu 1785, Cseklész), přezdívaný „Quinquin“, byl uherský šlechtic z rodu Esterházyů, zednář a dvořan. Patřil do okruhu důvěrníků císařovny Marie Terezie.

## Život

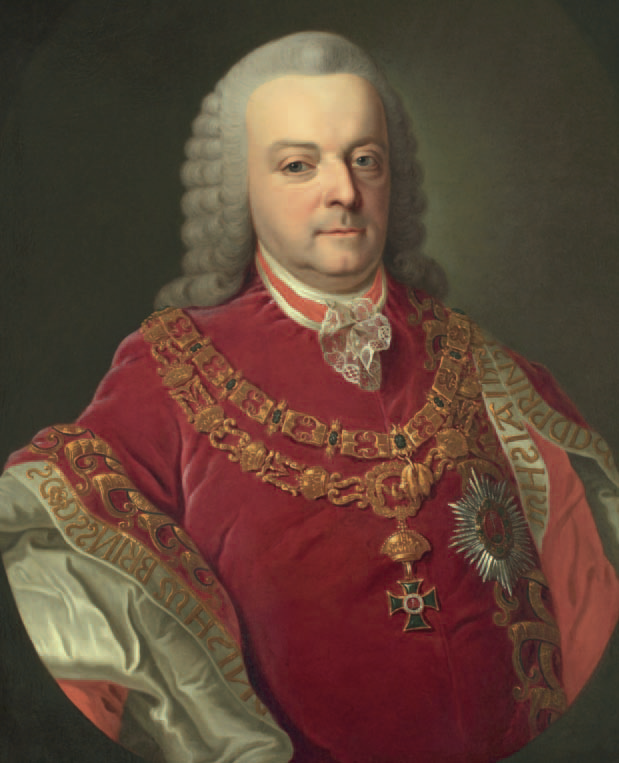
Portrét z roku 1740

Narodil se ve Vídni nebo v uherské Pápě jako syn královského taverníka Františka Esterházyho (1683–1754), matka Marie Sidonie (1690–1743) pocházela z rodu Pálffyů. Jeho starší bratr Mikuláš byl dlouholetým velvyslancem v Polsku a Rusku.
František byl předkem mladší rodové hraběcí linie ze Sempte (Šintava) a později Cseklész (Bernolákovo), kterou sám založil, v rámci linie z Forchtensteinu.
František Esterházy byl ve službách rakouských panovníků a plnil různé administrativní úkoly. Byl císařským komořím a tajným radou. Přes čtyřicet let zastával úřad mošonského župana v Mosonmagyaróváru (1741–1783). Ve Vídni zastával v letech 1752–1754 funkci ředitele Dvorního divadla, v jehož hereckém souboru si našel manželku. V letech 1762–1785 byl uherským dvorským kancléřem, souběžně v Uherském království zastával funkce nejvyššího komořího (1765–1771) a nejvyššího hofmistra (1773–1783). Poslední dva roky před smrtí byl bánem Chorvatska a Slavonie (1783–1785).
V roce 1760 byl jedním ze zakladatelů uherského řádu svatého Štěpána a v roce 1764 se stal jeho prvním kancléřem. Marie Terezie mu prokázala velkou čest, když ho obdarovala diamanty zdobenou řádovou hvězdou. Ta se dochovala až do počátku 20. století.
V roce 1771 byl František Esterházy jmenován rytířem Řádu zlatého rouna.
František Esterházy byl stoupencem svobodného zednářství. Založil lóži L'Orian a stal se jejím prvním velmistrem.

### Rodina
František byl ženaty s Antonií Františkou Nicoletou Richardovou de la Potréau (1726–1801), herečkou Dvorního divadla, s níž měl dvě děti:
- František II. Esterházy z Galanty (6. února 1758 – 18. listopadu 1815)
- Marie Anna Eleonora

Hrabě František Esterházy z Galanty zemřel 7. listopadu 1785 na svém panství Cseklész, dnešní Bernolákovo.